# Alisha Boe
Alisha Ilhaan Bø (6 de març de 1997), coneguda professionalment com Alisha Boe, és una actriu noruega. És coneguda per interpretar a Jessica Davis a la sèrie dramàtica de Netflix 13 Reasons Why.

## Primers anys
Boe va néixer a Oslo, Noruega, de pare somali i mare noruega (de Trondheim). Ella i la seva mare es van traslladar a Los Angeles quan Alisha tenia set anys perquè la seva mare es va tornar a casar. Boe va assistir a El Camino Real High School, on va participar en el programa de drama. Després de graduar-se, va continuar la seva carrera d'actriu, amb la qual cosa es va convertir en la primera actriu d'origen somalí a tenir un paper protagonista en una pel·lícula estatunidenca des d'Iman.

## Carrera
Boe va fer el seu debut com a actor el 2008, quan va aconseguir el paper d'una jove Lisa Swan a la pel·lícula de terror Amusement. Un any més tard, va aparèixer a la pel·lícula He's On My Mind i a la pel·lícula de terror del 2012 Paranormal Activity 4. El 2014, va aparèixer com a convidada a Modern Family i dos episodis d'Extant.
El novembre de 2014, es va unir al repartiment de la telenovel·la Days of Our Lives de la NBC en el paper recurrent de Daphne. Del 2017 al 2020, va interpretar el paper de Jessica Davis a la sèrie de drama de Netflix 13 Reasons Why. El gener de 2021, Boe es va unir al repartiment del llargmetratge debut com a director de Jesse Eisenberg When You Finish Saving the World.